# Силовий кабель

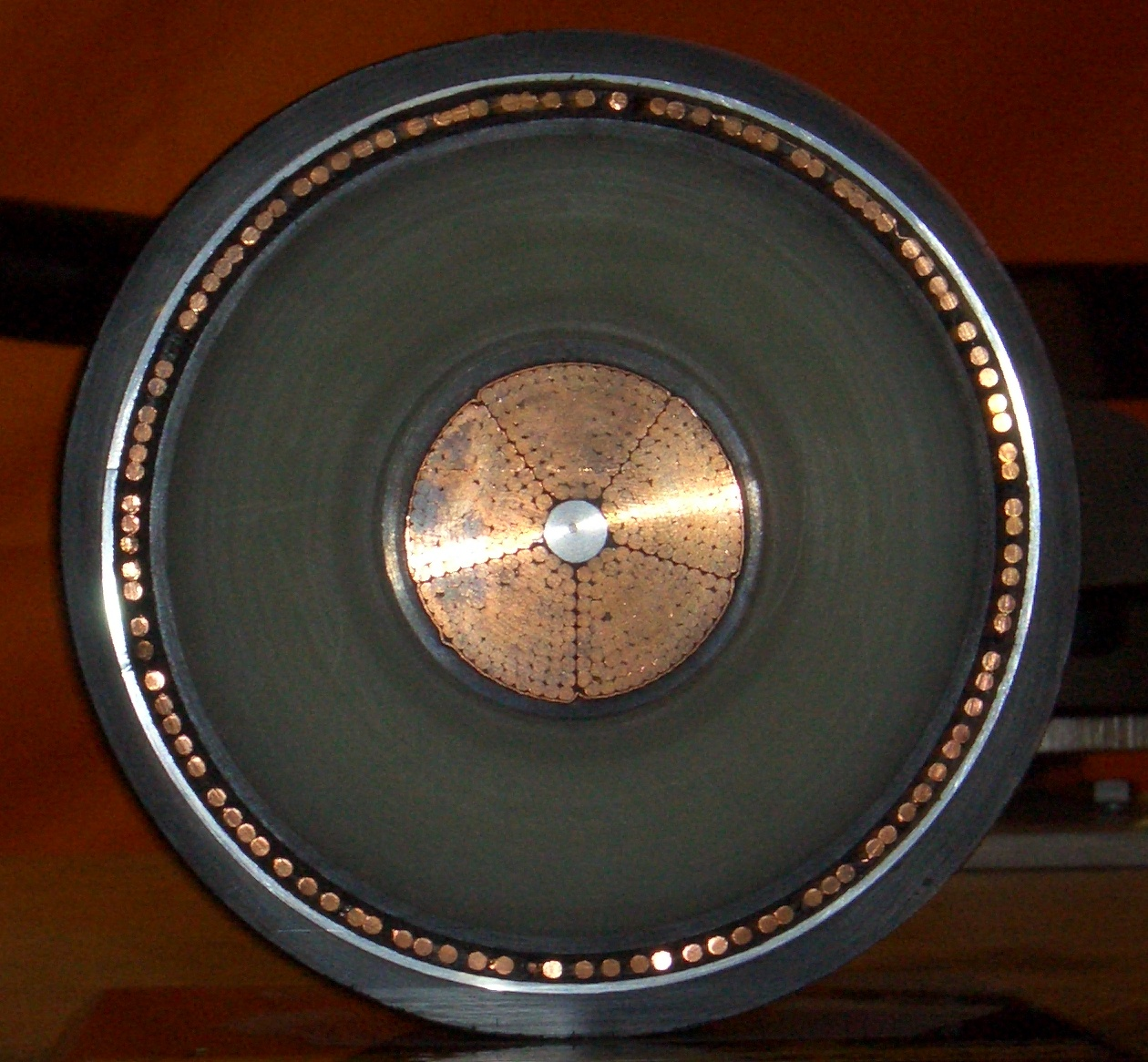
Високовольтний силовий кабель розрахований на напругу 400 кВ. Великий провідник в центрі проводить струм, менші провідники по зовнішньому колу, діють як екран, задля врівноваження напруження в товстому ізоляційному шарі поліетилену.

Силови́й ка́бель — збірна назва для електричних кабелів, які використовуються для під'єднання потужних споживачів. Кабель зазвичай складається з одного або більше електричних струмопровідних жил, найчастіше скріплених спільною оболонкою(ами). Збірка використовується для передавання електричної енергії. Силові кабелі можуть бути: встановлені як постійні електропроводки в приміщеннях, закопані в землю чи занурені в воду, прокладені на висоті або просто покладені на поверхню.
Гнучкі силові кабелі застосовуються для рухомих пристроїв і машин, переносних електроінструментів, для світлосигнальних систем в аеропортах тощо.

## Історія
Перша система розподілу електроенергії, розроблена Томасом Едісоном 1882 року в Нью-Йорку, являла собою мідні стрижні, обгорнуті джутом і поміщені в жорсткі труби, заповнені бітумною сумішшю. Хоча вулканізований каучук був запатентований Чарлзом Гуд'їром 1844 року, він не застосовувався для ізоляції кабелів аж до 1880-х років, коли його було використано для проводки освітлювальних мереж. Кабель з гумовою ізоляцією, використовувався у системах 11 000 вольт встановлених для енергетичного проєкту Ніагарського водоспаду вже 1897 року.

## Будова
Сучасні (станом на початок 2000 років) силові кабелі бувають різних розмірів, матеріалів і типів, кожен з яких спеціально пристосований для певного використання.
Кабелі складаються з трьох основних складових: провідники, ізоляція, захисна оболонка.

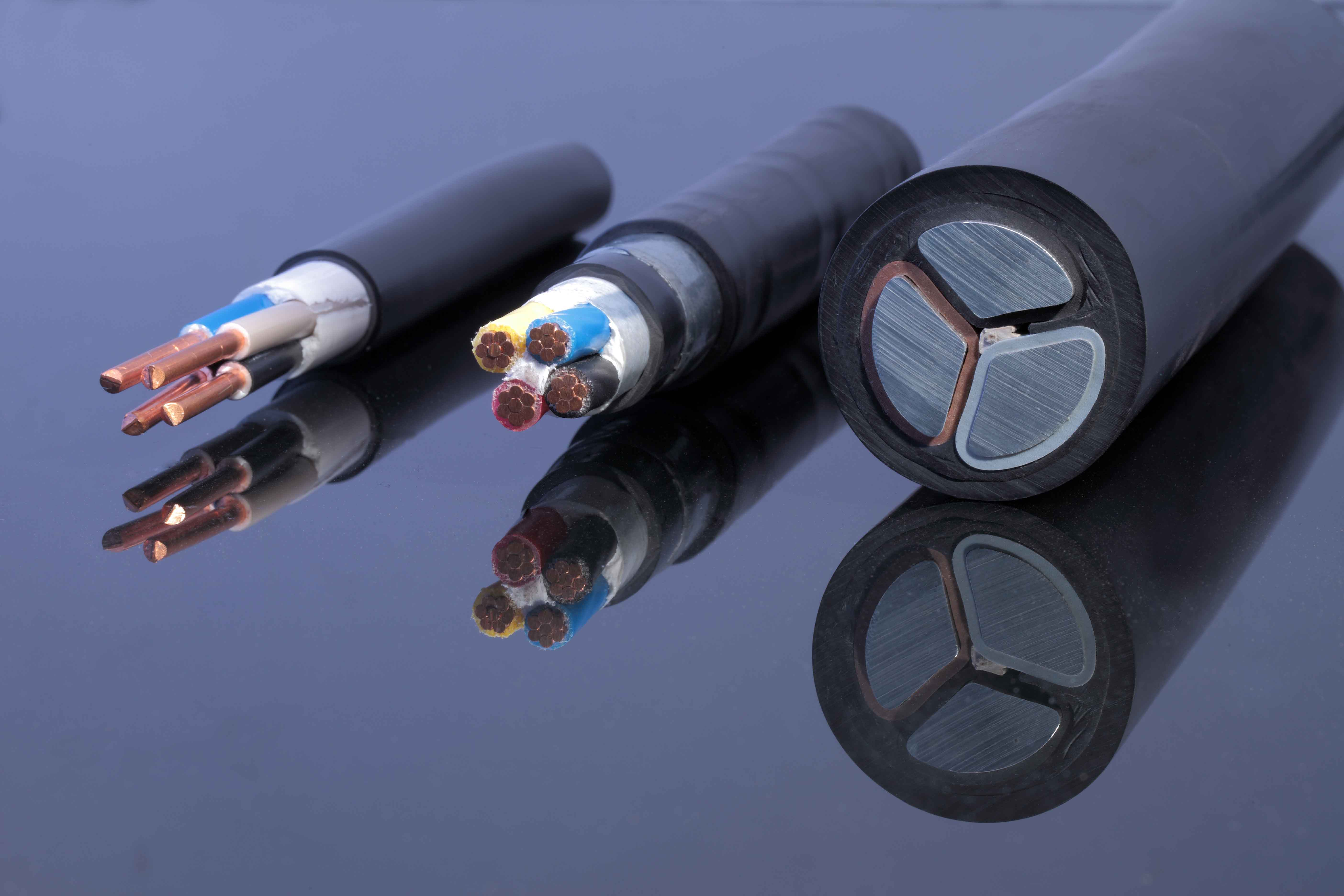
Силові кабелі (зліва-направо): з мідними суцільними жилами; з мідними гнучкими жилами; з алюмінієвими суцільними сегментними жилами.

Склад окремих кабелів, змінюється залежно від застосування. Будова та матеріали зумовлюються трьома основними чинниками:
- Робоча напруга, що визначає товщину ізоляції;
- Пропускна здатність по струму, яка обумовлює розмір поперечного перерізу провідника (ів);
- Умови навколишнього середовища, такі як: температура, вологість, хімічний вплив або дія сонячного світла, а також механічний вплив, визначають форму і склад зовнішньої оболонки кабелю.

Кабелі для безпосереднього прокладання в землі або для відкритих установок, також можуть мати металеву броню у вигляді дроту, намотаного по спіралі навколо кабелю, або гофровану чи пласку стрічку, також обгорнуту навколо нього. Броню може бути виготовлено зі сталі або алюмінію, і хоча її приєднують до заземлення, вона не призначена для пропускання струму під час нормальної роботи.
У силових кабелях зазвичай, використовуються багатожильні мідні або алюмінієві провідники, хоча в невеликих силових кабелях можуть застосовуватися суцільні провідники округлої або сегментної форми.
Кабель може містити неізольовані провідники, які призначені для кола нейтралі або для заземлення.
Загальна збірка може бути круглою або пласкою. Непровідні нитки наповнювача, можуть бути додані в збірку для підтримки її форми. Силові кабелі спеціального призначення для підвісного або вертикального використання, можуть мати додаткові складники, такі як сталеві або кевларові конструкційні опори.
Деякі силові кабелі для зовнішнього застосування можуть не мати спільної оболонки. Інші кабелі можуть мати пластикову або металеву оболонку, що охоплює всі провідники. Матеріали для оболонки обираються з урахуванням стійкості до: води, мастил, сонячного світла, підземних умов, хімічних парів, ударів або високих температур. У застосуваннях для ядерної промисловості, до кабелю можуть висуватися особливі вимоги щодо стійкості до іонізуючого випромінювання. Можна додати, що кабельні матеріали не дають великої кількості диму під час горіння. Кабелі, призначені для підземного використання або безпосереднього прокладання в землі, можуть мати оболонки з грубого пластику або металу, найчастіше свинцеві, або можуть вимагати спеціальної конструкції для прямого прокладання. Коли кабелі повинні прокладатися в місцях, де можливі механічні пошкодження, вони можуть бути захищені гнучкою сталевою стрічкою або дротяною бронею, яку додатково може бути покрито водостійкою оболонкою.

## Характеристики
Після виготовлення та складування, кабелі піддаються електричним і механічним дослідам: на коротке замикання і контакт між провідниками, випробування безперервності, перевірка на цілісність, випробування на ізоляцію, випробування на розрив, випробування на тиск, рівномірність усадки, випробування теплового розширення кабелю.
Основні показники:
- Електричний опір — R (Ω / км);
- Індуктивність — L (Гн / км):

- всередині — залежить від магнітних якостей матеріалу і робочої частоти;
- зовнішня — залежить від розмірів кабелю.
- Потужність на 1 км — залежить від діаметра провідників і властивостей ізоляційного матеріалу.

- Поперечна провідність — виражає втрати енергії, які виникають внаслідок недосконалості ізоляції (струм витоку, ємнісний струм) і величини відстані між провідниками. Також залежить від робочої частоти та складу діелектрика.
- Характерним імпедансом, є відношення напруги до струму. Він виражає протидію, з якою стикається електромагнітна хвиля, під час проходження кабелем. Ця величина не залежить від довжини електричного кола.

- Постійна розповсюдження, визначає зміну потужності електромагнітної хвилі під час її проходження кабелем.

### Втрати в лінії
На додаток до робочого (активного) опору R, лінія, приєднана до змінного струму, також має робочу індуктивність L, яку зазвичай називають реактивним опором лінії. Обидва складники рівномірно розподілені кабельною лінією і разом визначають втрати в кабелі. Робочий опір лінії викликає втрати напруги та потужності. Реактивний опір лінії X = ω L через індуктивність L кабелю, призводить лише до втрат напруги. 

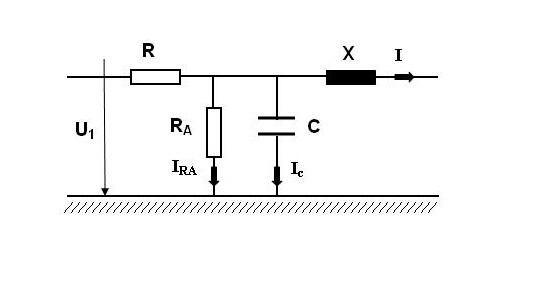
Еквівалентна схема високовольтної лінії, в якій втрати відбуваються додатково ще крізь ізоляцію та ємнісний струм.

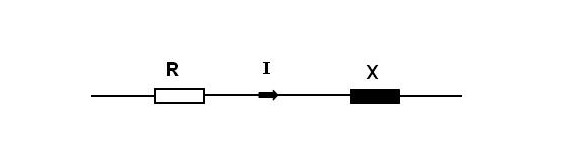
Еквівалентні елементи силової кабельної лінії

В кабелях вище 10 кВ, додається ще ємнісний струм який викликає зростання робочого електричного струму збільшуючи втрати потужності та напруги. Величина ємності і зарядного (ємнісного) струму пов'язані з довжиною кабелю, взаємною відстанню провідників і віддаленням від землі. Формули для його розрахунків досить складні.

## Гнучкі кабелі
Основна стаття: Дріт
Всі електричні кабелі досить гнучкі, що дозволяє доправляти їх на місця установки, намотаними на котушки або барабани. У тих випадках, коли застосування вимагають багаторазового переміщення кабелю, наприклад, для переносного обладнання, використовуються більш гнучкі кабелі, звані «шнури». Гнучкі кабелі містять тонкі багатожильні а не суцільні провідники, і мають ізоляцію й оболонки, які витримують сили повторного згинання та стирання. Міцні гнучкі кабелі для роботи за важких умов, наприклад, котрі живлять шахтну торцеву машину, ретельно спроєктовані — їх термін служби вимірюється в тижнях.
Дуже гнучкі силові кабелі використовуються в автоматизованих машинах, робототехніці і верстатах.
Рентгенівський кабель — це особливий вид гнучкого високовольтного кабелю.

## Підводні силові кабелі
Найдовший у світі силовий кабель було прокладено між Німеччиною та Норвегією (випробування завершено 2021 року), загальна довжина якого складає 623 км (основна частина кабелю проходить дном Північного моря). Ця підводна високовольтна лінія електропередавання постійного струму потужністю 1400 МВт з'єднала вітряні і сонячні електростанції на півночі Німеччини з норвезькими гідроелектростанціями (ГЕС). На її спорудження пішло п'ять років і близько €2 млрд інвестицій. Натомість тепер, за образним висловом журналістів, німецькі ВДЕ (відновлювані джерела енергії) під'єднані до великої "акумуляторної батареї". Лінія електропередавання в Північному морі NordLink допоможе вирівнювати графіки навантаження енергосистем двох країн.
25 грудня 2024 року, як повідомило видання видання Yle, було припинено передавання електроструму по підводному кабелю Estlink 2, який з'єднує Фінляндію та Естонію через Балтійське море. На момент відключення потужність передачі з Фінляндії до Естонії становила 658 МВт. З посиланням на фінського національного оператора електромереж Fingrid, не виключається можливість диверсії.

## Цікаві факти
Передавання електроенергії без втрат за допомогою надпровідного кабелю, все ще знаходиться у стані випробувань. Найдовший у світі кабель довжиною близько 1 км було прокладено 2013 року в центрі німецького міста Ессен. Його густина струму може бути в сто разів більше, ніж у міді; сила струму може бути вп'ятеро більшою, ніж у подібних мідних кабелів.